# Futoshi Ikeda
Futoshi Ikeda (池田 太 Ikeda Futoshi?,  Koganei, Tokio, 4 de octubre de 1970)es un exfutbolista y actual entrenador japonés. Jugaba de defensa y su último club fue el Urawa Reds de Japón.
Fue entrenador de la Selección femenina de Japón entre 2021 y 2024.

## Trayectoria

### Clubes
| Club       | País  | Año       |
| ---------- | ----- | --------- |
| Urawa Reds | Japón | 1993-1996 |